# Боровковский сельский совет
Боровковский сельский совет (укр. Боровківська сільська рада) — упразднённая административная единица в составе
Верхнеднепровского района
Днепропетровской области
Украины.
Административный центр сельского совета находился в 
с. Боровковка.

## Населённые пункты совета
- с. Боровковка
- с. Авксёновка
- с. Вольные Хутора
- с. Матюченково
- с. Павло-Григоровка
- с. Ярок